# Cintura di rocce verdi Ecstall
La cintura di rocce verdi Ecstall è una cintura di rocce verdi ad andamento nord-nordovest, situata nella parte nordoccidentale della Columbia Britannica, in Canada. 
La cintura è situata nella catena montuosa Kitimat Ranges, che fa parte delle Montagne Costiere, tra le municipalità di Prince Rupert e Kitimat. Ha una lunghezza di 80 km e una larghezza compresa tra 3 e 20 km; rappresenta una piccola porzione del Central Gneiss Complex che è lungo quasi 2.000 km.
Le rocce della cintura Ecstall risalgono al Precambriano e al Paleozoico.